# Агаджанян, Джошуа
Джошуа Агаджанян (англ. Joshua C. Agajanian, чаще в литературе англ. J. C. Agajanian, Джей Си Агаджанян; 16 июня 1913, Сан-Педро, Лос-Анджелес, США — 5 мая 1984, Гардина, Калифорния, США) — американский промоутер гонок, один из самых влиятельных людей в истории американского автоспорта. Организовал некоторые из самых знаковых гоночных событий в истории Америки. В течение полувека организовывал сотни автомобильных гонок на западном побережье. Является пионером в области безопасности гонок, в 1953 году представил «Agajanian Roll Bar», который был разработан для защиты водителей в случае опрокидывания. Был назван лучшим промоутером шорт-трека, когда-либо жившим. 
Дважды выигрывал Indianapolis 500, в 1952 году с Троем Раттманом и в 1963 году с Парнелли Джонсом. Первый организатор гонок в истории USAC, который достиг 250 представленных мероприятий.
Он является членом многочисленных залов славы автоспорта, включая Зал славы автогонок, Международный зал славы автоспорта, Зал славы автоспорта Америки, Национальный Зал славы гонок на малолитражных автомобилях и Зал славы мотоциклов AAA. В его честь названа премия  JC Agajanian Award.

## Биография

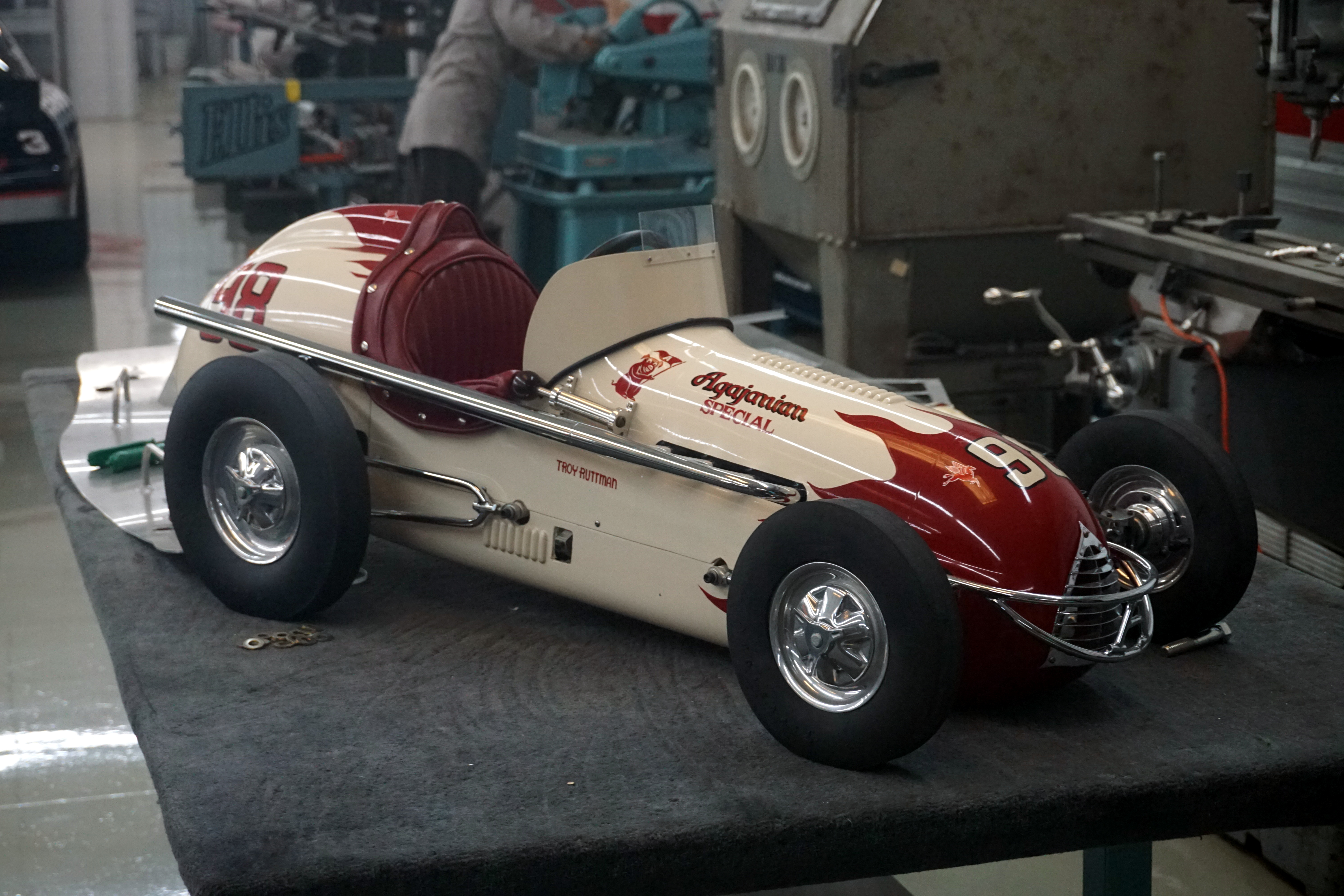
Музейная модель гоночного автомобиля Agajanian Special № 98 Троя Раттмана

### Ранние годы
Агаджанян родился в Сан-Педро, Калифорния, 16 июня 1913 года, всего через 6 месяцев после того, как его отец тайно вывез всю свою семью, включая нескольких кузенов, из охваченной войной Армении. 
Является наследником состояния своего отца, построенного на сборе мусора и свиноводстве. 

### Карьера
Отличительными чертами Агаджаняна были ковбойская шляпа и сапоги на высоком каблуке, сделанные специально для него в Испании. 
С 1948 по 1971 год его автомобили трижды выигрывали поул-позицию на гонке Indianapolis 500-Mile Race, установили 4 рекорда трассы и дважды выиграли гонку: Трой Раттман (1952) и Парнелли Джонс (1963), оба на машинах Agajanian.
Он был неравнодушен к числу «98», и это было заметно на его автомобилях Indianapolis, Sprint и Midget. Агаджанян сыграл важную роль в разработке воздушного домкрата для более быстрой замены шин в Indy и в 1930-х годах был президентом Western Racing Association. Как организатор гонок, его опыт охватывал всю страну, и он стал первым организатором гонок, который представил 250 мероприятий United States Auto Club (USAC), начиная от гонок Midget, таких как традиционный Turkey Night Grand Prix в его любимом парке Ascot в Гардене, Калифорния, до многочисленных гонок Championship Dirt Car на трассах государственных ярмарок.
Агаджанян был ключевой фигурой в возрождении гонок чемпионата на Западном побережье после долгого отсутствия. Потребовались его харизма и обаяние в отношении новостных СМИ и болельщиков, чтобы устранить недоброжелательность и вернуть славу золотых дней автоспорта. Больше, чем кто-либо другой, Агаджанян сохранил Pikes Peak Hill Climb, предоставив свои таланты этому мероприятию, чтобы помочь ему сохранить статус всемирно известного спортивного события.

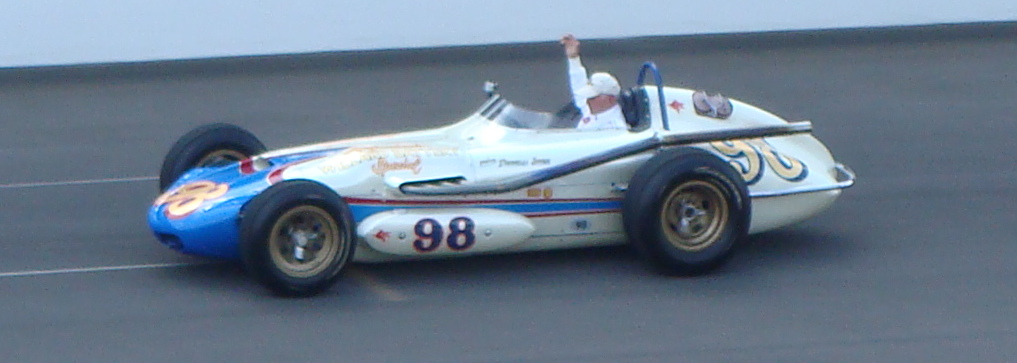
Джонс, Парнелли в 2012 году управляет Agajanian-Willard Battery Special — своей машиной из гонок Indianapolis 500, на которой он ездил в 1962 и 1963 годах

Всегда выставляя лучшее оборудование, Агаджанян обеспечивал поездки для таких первоклассных водителей, как Джонни Парсонс, Ллойд Руби и Чак Стивенсон. Он наслаждался тем, что помогал молодым водителям начинать карьеру. Помимо Джонса и Раттмана, Уолт Фолкнер и Билл Вукович-младший ездили за Агаджаняна в качестве новичков. 
Как промоутер, Агаджанян был известен своими честным трудом и прибыльными гонорарами. Его щедрость была очевидна, когда он помогал водителям или другим участникам гонок, которым, возможно, не повезло. За это его тепло вспоминают почти все в автоспорте. Вряд ли можно найти более популярного кандидата для Зала славы автоспорта.
Агаджанян непрерывно выставлял автомобили с 1948 по 1972 год, а его водители устанавливали самые быстрые квалификационные скоростные рекорды. Он также был очень успешен в гонках на шорт-треке в конце 1940-х и начале 1950-х годов с водителями Раттманом, Манцем и Дуэйном Картером.
Он также был вовлечен в индустрию развлечений и продюсировал несколько фильмов и телешоу. Он продюсировал телесериал «Зеленый шершень» в 1960-х годах, а также фильм «Большое колесо», в котором снимался Микки Руни.

## Смерть
У Агаджаняна было много проблем со здоровьем в последние годы, включая борьбу с раком в 1973 году и повторяющиеся пневмонии и проблемы с сердцем в течение последних 18 месяцев. Умер 5 мая 1984 года. У него  остались жена и четверо детей.